# سی‌دی‌پی اکوتی
سی‌دی‌پی اکوتی (انگلیسی: CDP Equity) شرکت دولتی خدمات مالی ایتالیایی است، که در سال ۲۰۰۰ تأسیس شد.